# Космос-213
Космос 213 — випробний політ радянського космічного корабля «Союз 7К-ОК». Апарат відпрацював автоматичне стикування з іншим кораблем «Союз», що здійснював політ під назвою Космос-212. При стикуванні виконував пасивну роль.